# God Is a DJ
God Is a DJ (рус. Бог – диджей) — это второй сингл, выпущенный американской поп певицей Pink с её третьего альбома Try This (2003). В нём она рассказывает о свободе, о любви к жизни и о жизни "на полную катушку". Песня также появилась в саундтреке к фильму Дрянные девчонки.

## Фон
В песне присутствует метафорическая фраза: «Если Бог — диджей/То жизнь — танцплощадка/Любовь — это ритм/А ты — музыка». 

## Клип
В клипе певица просыпается после очередной тусовки, где далее представлены сцены, как Pink и другие (предположительно её соседи по комнате) одеваются, едут в метро и собираются в ночной клуб. Клип дебютировал на MTV в Total Request Live 10 строкой 22 января 2004 и на пике достиг 6 строки.

## Коммерческий успех
Сингл достиг шестого места в Dutch Top 40 и 11 в UK Singles Chart. 

## Список композиций и форматы
- Британский CD1

1. «God Is a DJ» — 3:43
2. «Trouble» (Hyper Remix Edit) — 3:50

- Британский CD2

1. «God Is a DJ» — 3:43
2. «Trouble» (Акустическая Версия) — 3:43
3. «God Is a DJ» (D-Bop Vocal Remix) — 6:36

## Чарты
| Чарт (2004)                                           | Наивысшая позиция |
| ----------------------------------------------------- | ----------------- |
| Australia ARIA Singles Chart                          | 24                |
| Australian Airplay Chart                              | 3                 |
| Austria Singles Chart                                 | 26                |
| Belgium Singles Top 50                                | 40                |
| Danish Top 40 (Tracklisten)                           | 16                |
| Dutch Top 40                                          | 6                 |
| Germany Singles Chart                                 | 44                |
| Ireland Singles Chart                                 | 13                |
| Italy Singles Chart                                   | 42                |
| New Zealand Top 40                                    | 30                |
| Norway Singles Top 20                                 | 20                |
| Swedish Singles Chart                                 | 49                |
| Swiss Singles Chart                                   | 32                |
| UK Singles Chart                                      | 11                |
| Американский Billboard Hot Dance Music/Club Play      | 17                |
| Американский Billboard Bubbling Under Hot 100 Singles | 3                 |

## Сертификации
| Регион                                                                      | Сертификация | Продажи |
| --------------------------------------------------------------------------- | ------------ | ------- |
| Австралия (ARIA)                                                            | Золотой      | 35 000  |
| Данные о продажах + прослушиваниях приведены только на основе сертификации. |              |         |